# Frisch, fromm, fröhlich, frei (Film)
Frisch, fromm, fröhlich, frei ist ein deutscher Spielfilm des Regisseurs Rolf Thiele aus dem Jahr 1970 mit zahlreichen erotischen Szenen. Monika Berg, Maria Brockerhoff, Ingrid und Jutta Simon sowie Horst Frank und Wolfgang Lukschy übernahmen die Hauptrollen in diesem Film.

## Handlung
Wir schreiben das Jahr 1970. Ein Mann ist des Nachts auf der Suche nach seinem 16-jährigen Sohn. Schließlich beobachtet er ihn an einem See, wo er mit einem Mädchen Liebesspiele treibt. Davon ist der Vater so fasziniert, dass er jeden Vollzug mit einem Strich im Sand registriert. 
Bei einer kleinen Unterhaltung in der Wohnung erinnert sich der Vater gerührt an seine eigene Jugend. Er, der Sohn eines Oberstudiendirektors, war aus politischen Zweckmäßigkeitsgründen zur Zeit des „Röhm-Putsches“ in den Verdacht geraten, homosexuell zu sein. Er konnte jedoch das Gegenteil beweisen, aber ausgerechnet mit der Frau des beschuldigenden Bürgermeisters. Als der das erfuhr, erinnerte auch er sich an sein erstes Erlebnis, das er in den zwanziger Jahren in Berlin mit einer minderjährigen Prostituierten hatte und das einen ernsthaften Schaden bei ihm zurückließ. In Berlin lernte er damals auch seine künftige Frau kennen, deren Mutter sich bei Gelegenheit des Kennenlernens ebenfalls erinnerte, an den Vater ihrer Tochter nämlich, dessen erstes Erlebnis sie war. Er war ein zartfühlender junger Graf gewesen und sie eine Tänzerin, die auf ihn angesetzt wurde, weil auch er in dem Rufe stand, mit Frauen nichts im Sinn zu haben. Der Graf heiratete seinerzeit die Tänzerin natürlich nicht, und nunmehr erinnert sich im Film auch keiner mehr zurück. Stattdessen wird der erste Vater wieder gezeigt, der feststellt, dass er in seiner Jugend auch nicht ohne gewesen sei, nur hätte es seine Generation damals schwerer gehabt als die heutige Jugend. Als der Sohn beteuert, bei ihm komme die richtige Liebe bestimmt auch noch, ist der Vater völlig zufrieden.

## Dreharbeiten, Veröffentlichung
Die Außenaufnahmen entstanden bei Salzburg, die Innenaufnahmen in den Bavaria-Studios München. 
In der Bundesrepublik Deutschland kam der Film erstmals am 4. September 1970 in die Kinos. 

## Kritik
Im Lexikon des internationalen Films  war die Bewertung des Films äußerst negativ: „Anbiedernde Beschreibung der sexuellen Verhaltensweisen der Jugend von den 20er Jahren bis heute. Derbe Sex-Schnulze des zum Klamotten-Regisseur abgesunkenen Rolf Thiele.“
Auch im Evangelischen Filmbeobachter fiel die Bewertung negativ aus: „Drei Episoden aus der Zeit von der Jahrhundertwende bis zum Jahr 1934 sollen kontrastierend zu einer aus der heutigen Zeit deutlich machen, wie leicht es die Jugend heute in Sachen Sex habe. Der Versuch, Sittengeschichte satirisch zu betrachten, gelang jedoch kaum und wirkt, etwa in der Verquickung mit politischen Geschehnissen, peinlich bis verharmlosend.“